# Fußball-Bundesliga 2002-2003 (Austria)
L'edizione 2002-03 del campionato di calcio della Bundesliga vide la vittoria finale dell'Austria Vienna.
Capocannoniere del torneo fu Axel Lawarée (Schwarz-Weiß Bregenz), con 21 reti.

## Classifica finale
|     | Classifica            | G  | V  | N  | P  | GF | GS | Pt |
| --- | --------------------- | -- | -- | -- | -- | -- | -- | -- |
| 1.  | Austria Vienna        | 36 | 21 | 7  | 8  | 59 | 28 | 70 |
| 2.  | Grazer AK             | 36 | 15 | 12 | 9  | 56 | 39 | 57 |
| 3.  | Austria Salisburgo    | 36 | 15 | 11 | 10 | 51 | 46 | 56 |
| 4.  | Rapid Vienna          | 36 | 13 | 12 | 11 | 40 | 38 | 51 |
| 5.  | Pasching              | 36 | 13 | 10 | 13 | 41 | 37 | 49 |
| 6.  | Sturm Graz            | 36 | 14 | 5  | 17 | 50 | 62 | 47 |
| 7.  | Admira Wacker Mödling | 36 | 11 | 11 | 14 | 36 | 46 | 44 |
| 8.  | Kärnten               | 36 | 11 | 8  | 17 | 45 | 57 | 41 |
| 9.  | Schwarz-Weiß Bregenz  | 36 | 9  | 12 | 15 | 48 | 58 | 39 |
| 10. | Ried                  | 36 | 10 | 8  | 18 | 41 | 56 | 38 |

### Verdetti
- Austria Vienna Campione d'Austria 2002-03.
- Ried retrocesso in 1. Liga.